# Ludwig Freiherr von Loenrod
Ludwig Freiherr von Loenrod (Monaco di Baviera, 17 settembre 1906 – Berlino, 26 agosto 1944) è stato un ufficiale tedesco che fece parte dell'attentato a Hitler del 20 luglio 1944.

## Biografia
Era figlio del barone Wilhelm von Leonrod, aiutante di campo di Ludovico III di Baviera, e della baronessina Gattin Clara von Sazenhofen; discendeva da due antiche famiglie nobile bavaresi: i Leonrod e i Salzenhofen; suo prozio Franz Leopold von Leonrod era vescovo della Chiesa Cattolica.
Leonrod entrò come tenente nella Reichswehr, ovvero l'esiguo esercito della Repubblica di Weimar (100.000 uomini) nel 1926 nel XVII Reggimento di Cavalleria a Bamberga, vicino al conte Claus Schenk von Stauffenberg. Durante la Seconda Guerra Mondiale combatté in Francia fino al 1941, quando fu gravemente ferito e destinato a compiti presso lo Stato Maggiore Generale. Aderì alla congiura contro Hitler e nel dicembre 1943 Stauffenberg lo coinvolse direttamente nella progettazione dei piani per l'attentato.
Inoltre von Leonrod, fervente cattolico, chiese al cappellano Hermann Josef Wehrle se la chiesa cattolica assolveva per motivi teologici i tirannicidi; ottenuta una risposta negativa continuò comunque ad impegnarsi per la riuscita dell'attentato.
Leonrod fu affidato il comando del VII distretto militare di Monaco di Baviera, ma il giorno dopo il fallimento dell'attentato fu arrestato dalla Gestapo, torturato e costretto a rivelare parte dei nomi dei membri del complotto; processato il 21 agosto 1944 dal giudice Freisler davanti al Volksgerichtshof, fu condannato a morte, degradato e impiccato il 26 agosto in una cella del famigerato carcere di Plötzensee, dove erano morti anche Peter Yorck von Wartenburg, Erwin von Witzleben, Erich Hoepner, Ulrich von Hassell e Paul von Hase.